# SchwarzRund
SchwarzRund (geb. als Ana Melina Morr de Pérez) ist eine deutsche, nicht-binäre Person dominikanischer Herkunft, sie selbst bezeichnet sich als „Schwarz deutsch“. SchwarzRund bezeichnet außer ihrem Pseudonym auch die Wissensplattform, unter dem de Pérez publiziert. Perez beschäftigt sich in ihrer wissenschaftlichen und künstlerischen Arbeit mit mehrdimensionalen Lebensrealitäten.

## Leben und Wirken
Melina Morr de Pérez kam mit drei Jahren nach Bremen und lebt heute in Berlin.
Sie studierte von 2013 bis 2021 Kulturwissenschaften und Gender Studies an der Humboldt-Universität zu Berlin. Neben dem Studium baute de Pérez die multimediale Wissensplattform SchwarzRund auf. Seit 2013 publiziert de Perez auf dem gleichnamigen Blog und auch in verschiedenen Zeitschriften wie z. B. dem Missy Magazine. Die Publikationen – Artikel, Essays, Gedichte, Kurzgeschichten sowie der Roman Biskaya (2016) und die Novelle Quasi (2020) – erscheinen unter dem Pseudonym SchwarzRund. Das trifft auch auf den gemeinsam mit simo tier kreierten Podcast Rampe? Reicht! über Behinderungen, gesellschaftliche und Community-interne Ausschlüsse zu. SchwarzRund schreibt „immer aus queerer, fetter, neurodiverser und chronisch erkrankter Schwarzer Perspektive“. Die Nebentitel der erschienenen Bücher weisen darauf hin, dass darin Afropolitismus und insbesondere Afroqueerness eine wichtige Rolle spielen. Die Erzählinstanzen und Hauptfiguren, wie zum Beispiel Tue in Biskaya oder Wendolyn in Quasi, gehören häufig der afrikanischen Diaspora in Deutschland an und lassen sich als transnationale und queere Identitäten beschreiben.
Während der Recherchearbeiten für den ersten Roman Biskaya begann sich de Pérez zunehmend für Geschichte zu interessieren. Das Leben von Achmed, einem schwarzen Höfling am preußischen Hof, wurde zum Thema eines Romans. De Pérez zeichnete in der Masterarbeit 500 Jahre dominikanischer Geschichte nach. Nach dem Masterstudium folgte ein Promotionsstudium am Lehrstuhl für Nordamerikanische Geschichte der Universität Erfurt. Thema der geplanten Dissertation ist Audre Lordes Demokratieverständnis und ihrer Politik der Differenz. Forschungsschwerpunkte von de Pérez sind Schwarze deutsche Geschichte, Differenz und Gleichheit, mehrdimensionale Verletzbarkeiten und Intersektionalität, insbesondere Queere Schwarze Interventionen und Afrx-Latinx Identitäten. De Pérez lehrte von 2022 bis 2023 als Gastdozentin an der Martin-Luther-Universität Halle-Wittenberg für gender*bildet – Netzwerkstelle für Genderforschung und -lehre.

## Werke
- Biskaya. Afropolitaner Berlin-Roman. Zaglossus, Wien 2016. ISBN 978-3-90290245-0
- Quasi. Afroqueere Novelle. Ach je Verlag, Berlin 2020. ISBN 978-3-94772068-2
- Es hat sich auserklärt. Afroqueere Gedichte. Edition Assemblage, Münster 2023. ISBN 978-3-96042179-5

Außer ihren Büchern hat sie eine Reihe von Beiträgen auf YouTube sowie in diversen Sammelwerken veröffentlicht.